# Tottenhill
 (juillet 2023).
Tottenhill est une paroisse civile et un village du Norfolk, en Angleterre.